# ضحی
ضحی نود و سومین سوره از قرآن است که با قسم آغاز می‌شود. این سوره در مقام دلداری و حمایت از محمد در مقابل کنایه‌های مشرکان نازل شده‌است. بر اساس ترتیب نزول ابن‌عباس، این سوره، سیزدهمین سوره نازل‌شده بعد از سوره قلم و قبل از مزمل است.
این سوره دارای ۱۱ آیه است و به گزارش منابع شیعه و سنی، مکی می‌باشد. با این وجود برخی منابع شیعی چون تفسیر المیزان، آیه پنجم به بعد سوره را مدنی گزارش کرده‌اند که در خانه فاطمه زهرا نازل شده‌است. منابع در شأن نزول سوره متحدالقول هستند که پس از قطع شدن چند روزه وحی بر محمد، مشرکان نسبت به محمد کنایه‌هایی را مطرح کردند و پس از مدتی بین ۳ تا ۴۰ روز، سوره ضحی بر او نازل شد.
ضحی به معنای آغاز روز و هنگام برآمدن خورشید است و خدا در این سوره، به ضحی و لیل قسم خورده شده‌است. بر اساس تفاسیر، نور و ضحی، تعبیری از وحی است و تاریکی شب، تعبیری از انقطاع وحی می‌باشد. بنابر روایتی از محمد باقر، منظور از رضایت محمد در سوره، رضایت او از بخشش مسلمانان در روز قیامت است؛ بر این اساس، خدا تا زمانی که محمد رضایت دهد، از مسلمانان در روز آخرت خواهد بخشید. در این سوره سه بشارت به محمد داده می‌شود که عبارت از اینکه خداوند او را رها نکرده، آخرت برای اون بهتر است و بزودی خدا به قدری به او عطا می‌کند که خشنود شود. سپس به سه موهبت از موهبت‌های خدا به محمد اشاره می‌شود که عبارت است از اینکه وقتی یتیم بوده او را پناه داده، وقتی گمشده هدایتش کرده و وقتی فقیر بوده او را بی‌نیاز کرده و در انتها به وی سه دستور می‌دهد که عبارت است از اینکه هیچ یتیمی را تحقیر نکند، هیچ نیازمندی را رد نکند و نعمت‌های خدا را بازگو کند. در خصوص بازگو کردن نعمت‌ها، این مطلب گاهی با شکر نعمت زبانی است و گاهی با عمل است که با انفاق و بخشش همراه است. بر اساس روایتی از پیامبر اسلام خداوند هنگامی که به بنده‌ای نعمتی را می‌بخشد، دوست دارد آثار نعمت را در او ببینید.
دربارهٔ فضیلت این سوره دو حدیث از ابی بن کعب از صحابه محمد نقل شده‌است. روایات اهل سنت در فضیلت این سوره بیان شده‌است: هر کس این سوره را بخواند مورد شفاعت محمد واقع می‌شود و به ازای هر یتیمی او را ده حسنه می‌دهند. در منابع شیعه آمده‌است که اگر کسی فرزندی یا چیزی را گم نماید، این سوره را بخواند از جانب خدا تا پیدا شدن گمشده، تحت حفاظت قرار گیرد. ابوحمزه ثمالی راوی شیعی روایتی از علی بن ابیطالب نقل می‌کند که بر اساس آن، علی بن ابیطالب می‌گوید آیه «و لسوف یعطیک ربک فترضی» امیدوار کننده‌ترین آیه قرآن است.

## نام
سوره ضحی، با عبارت «وَالضُّحَی» آغاز می‌شود. نام سوره نیز از آیه ابتدایی سوره اقتباس شده‌است. دربارهٔ معنی «ضحی» منابع دچار اختلافند و معانی چون گسترده‌شدن نور خورشید که اوایل روز بالا می‌آید یا دو سه ساعت پس از طلوع خورشید گزارش کرده‌اند. آلوسی، مفسر اهل سنت در تفسیر روح المعانی «ضحی» را به معنای گسترده‌شدن نور خورشید در زمانی که اوایل روز تازه بالا می‌آید و بر همه جا مسلط می‌شود می‌داند و مکارم شیرازی، فقیه شیعه نیز منظور از ضحی را دو تا سه ساعت پس از طلوع خورشید می‌داند.

## محتوا و ساختار
ضحی، نود و سومین سوره از سوره‌های قرآن است که در مصحف عثمانی، پس از سوره فجر و پیش از سوره انشراح واقع شده‌است. این سوره متشکل از یازده آیه، چهل کلمه و ۱۶۵ تا ۱۹۲ حرف است و جزء سوره‌های مفصل از نوع اوساط بوده و بیستمین سوره‌ای است که با سوگند آغاز می‌شود.

### متن و ترجمه
متن و ترجمه سوره ضحی توسط ناصر مکارم شیرازی، فقیه شیعه، بدین شرح گزارش شده‌است:

 بِسْمِ اللَّهِ الرَّحْمَٰنِ الرَّحِيمِ وَالضُّحَىٰ  وَاللَّيْلِ إِذَا سَجَىٰ  مَا وَدَّعَكَ رَبُّكَ وَمَا قَلَىٰ  وَلَلْآخِرَةُ خَيْرٌ لَكَ مِنَ الْأُولَىٰ  وَلَسَوْفَ يُعْطِيكَ رَبُّكَ فَتَرْضَىٰ  أَلَمْ يَجِدْكَ يَتِيمًا فَآوَىٰ  وَوَجَدَكَ ضَالًّا فَهَدَىٰ  وَوَجَدَكَ عَائِلًا فَأَغْنَىٰ  فَأَمَّا الْيَتِيمَ فَلَا تَقْهَرْ  وَأَمَّا السَّائِلَ فَلَا تَنْهَرْ  وَأَمَّا بِنِعْمَةِ رَبِّكَ فَحَدِّثْ  
به نام خداوند بخشنده بخشایشگر، قسم به روز [هنگامی که آفتاب بر آید] (۱) و به شب هنگامی که آرام گیرد (۲) که خداوند تو را وانگذاشته و مورد خشم قرار نداده (۳) و مسلماً آخرت برای تو از دنیا بهتر است. (۴) و به زودی پروردگارت آن قدر به تو عطا خواهد کرد که خشنود شوی (۵) آیا او تو را یتیم نیافت و پناه داد؟ (۶) و تو را گمشده یافت و هدایت کرد (۷) و تو را فقیر یافت و بی‌نیاز نمود (۸) حال که چنین است یتیم را تحقیر مکن (۹) و سؤال‌کننده را از خود مران (۱۰) و نعمت‌های پروردگارت را بازگو کن (۱۱)
در این سوره، مخالفان به خاطر قطع نزول وحی برای مدتی به محمد با کنایه سخن می‌گفتند، لذا این سوره در مقام دلداری به پیامبر اسلام نازل شد و حمایت‌های خداوند از محمد را به‌هنگام یتیمی تا رسیدن به دوران رسالت بیان می‌کند. پس از آن از محمد درخواست می‌شود تا او نیز با یتیمان و محرومان برخوردی مناسب داشته و با زبان و عمل، نعمت‌های الهی را آشکار بسازد و سپاس‌گزار آنها باشد. به گفته مکارم شیرازی، این سوره شامل بشارت به پیامبر اسلام است که خدا هرگز تو را رها نساخته و نوید می‌دهد که خداوند آنقدر به او عطا می‌کند که خشنود شود؛ و در ادامه به سه موهبت خاص الهی به محمد اشاره می‌کند که خداوند چگونه او را همیشه مشمول انواع رحمت خود قرار داده و در سخت‌ترین لحظات زندگی حمایتش نموده‌است. سپس در آخرین آیات سه دستور مهم به او می‌دهد که (به شکرانه این نعمتهای بزرگ الهی) با یتیمان و مستمندان مهربانی کند و نعمت خدا را بازگو نماید.

## نزول و شأن نزول
بنابر روایت ابن‌عباس، از صحابه محمد، ضحی، سیزدهمین سوره نازل‌شده بعد از سوره قلم و قبل از مزمل است که به گزارش منابع شیعه و سنی در مکه و اوایل بعثت نازل شده‌است. به اعتقاد برخی از مفسران شیعه همچون طباطبائی، آیات ابتدایی سوره در مکه و از آیه پنجم به بعد آن بار دیگر در مدینه نازل شده‌است. طبق بعضی از روایات مدتی وحی از پیامبر اسلام قطع شده و او بر اثر تأخیر و انقطاع موقت ناراحت بود؛ و این آیه نازل شد. به گفته مکارم شیرازی، مفسر شیعه، منابع اسلامی در بیان تعداد روزهای قطع شدن وحی بر محمد، اتفاق نظر ندارند و عددی بین سه، دوازده، پانزده، نوزده، بیست و پنج و حتی چهل روز را نیز گزارش شده‌است. طبری مفسر سنی و مدرسی مفسر شیعه، هر دو به نقل از ابن‌عباس از صحابه محمد، نقل کرده‌اند که ۱۵ روز به پیامبر اسلام وحی نازل نشده بود و به همین خاطر مشرکان به تمسخر محمد پرداختند. بر اساس این گزارش، مشرکان بر این اعتقاد بودند که اگر او از ناحیه خدا مبعوث شده‌بود، می‌بایست فرشته وحی همچون گذشته به او نازل می‌شد. بنابر گزارش فرهنگ‌نامه علوم قرآن برخی تفاسیر این سوره را دومین، سومین یا چهارمین سوره نازل شده بر محمد است.
در روایتی از محمد باقر -امام پنجم شیعیان امامیه- آمده‌است که جبرئیل پس از نزول آیه «اقْرَأْ بِاسْمِ رَبِّکَ الَّذِی خَلَقَ» که اولین آیه ای بود که بر محمد نازل شده بود، دیگر به نزد محمد نیامد، خدیجه همسرش به وی گفت شاید خدا تو را ترک کرده باشد، پس آیه ما «وَدَّعَکَ رَبُّکَ وَ ما قَلی» بر محمد نازل شد. ابوالفتوح رازی مفسر شیعی در روض الجنان نقل کرده‌است که محمد پس از طعنه مشرکان دل‌تنگ شد و به غار حرا رفت و در سجده به خداوند از تمسخر مشرکان گلایه کرد. در همان حالت سجده بود که جبرئیل بر محمد وارد شد و سوره ضحی نازل شد. به گزارش سیوطی، مفسر سنی مذهب در درالمنثور، در کتب معتبر نزد اهل سنت از جمله صحیح بخاری و صحیح مسلم، تفسیر الکبیر، جواهر التفسیر به نقل از جندب البجلی آمده که مشرکان به محمد سنگ زدند و پیامبر اسلام دو سه روز از خانه بیرون نیامد. ام جمیل خواهر ابوسفیان و همسر ابولهب، به محمد گفت: «چند روز گذشت و آن شیطان بر تو نیامد؟» پس از آن سوره ضحی نازل شد. در روایتی دیگر از جابربن عبدالله انصاری -از صحابه محمد- آمده‌است که محمد دخترش فاطمه را در حال دستاس کردن دید و به وی گفت: «ای فاطمه! بشتاب و تلخی دنیا را برای نعمت آخرت تحمل کن». به دنبال این جریان آیه پنجم سوره ضحی «و لسوف یعطیک ربک فترضی» نازل شد. طباطبائی مفسر شیعی دربارهٔ روایت جابر بن عبدالله دو احتمال داده‌است. نخست اینکه آیه مذکور به تنهایی بعد از آیات قبل نازل و بعدها بقیه آیات به آن اضافه شده‌است. دوم اینکه سوره به‌طور کامل یکجا نازل و بعد این قضیه دوباره نازل شده‌است.
ثعلبی، از مفسران سنی مذهب در تفسیر الکشف و البیان، در خصوص علت قطع وحی به محمد، دو قول را گزارش کرده‌است. بر اساس یکی از اقوال، پس از آنکه گروهی از یهود دربارهٔ ذوالقرنین و اصحاب کهف از محمد سؤالی پرسیدند، پیامبر اسلام به آنان گفت: «فردا پاسختان را خواهم داد» و عبارت «ان شاء الله» را به کار نبرد. خداوند به این جهت چند مدتی وحی را از محمد قطع نمود. ثعلبی روایت دیگری در این خصوص گزارش می‌کند که بر اساس آن، دلیل انقطاع وحی، حضور سگی در منزل محمد بود. جبرئیل در این خصوص به محمد می‌گوید: «ملائکه به خانه‌ای در آن سگ باشد، امکان حضور نخواهند داشت.».

### رابطه سوره ضحی و انشراح
بنابر قول مشهور میان مفسران شیعه و سنی، سوره ضحی و انشراح یک سوره به‌حساب می‌آید. با وجود اینکه در این خصوص ادعای اجماع مطرح شده‌است، اما این دیدگاه، مخالفینی نیز دارد. شیخ طوسی و محقق حلی روایتی را نقل می‌کنند که جعفر صادق — امام ششم شیعیان دوازده‌امامی — سوره ضحی و انشراح را در یک رکعت خوانده‌است. در روایتی دیگر، از جعفر صادق گزارش شده‌است که می‌گوید: «در یک رکعت بین دو سوره را جمع نکن مگر سوره ضحی و انشراح و سوره فیل و قریش.» شیخ طوسی در تهذیب به نقل از زید شحام روایت کرده‌است که زید در نماز صبح به جعفر صادق اقتدا کرده‌است و جعفر صادق در نمازش دو سوره «و الضحی» و سوره «الم نشرح» را با هم خوانده‌است. در فرهنگ فقه فارسی آمده وجود روایتی دیگر از جعفر صادق که وی در رکعت اول سوره ضحی و در رکعت دوم سوره انشراح را خوانده‌است سبب شده‌است تا برخی از فقهای شیعه، به جواز جمع بین دو سوره ضحی و انشراح در یک رکعت نماز فتوا بدهند. آلوسی مفسر سنی به سبب روایتی از عمر بن عبدالعزیز سوره ضحی و انشراح را یک سوره دانسته‌است و می‌بایست در یک رکعت هر دو را با هم خواند.

## قرائت
به گزارش ثعلبی، مفسر سنی مذهب، اشهب عقیلی، عیارت «فاوی» را به قصر خوانده‌است تا معنای آن رحم و عطوفت باشد. ابن سمیقع آیه «وَوَجَدَکَ عائِلاً» را به صورت «ووجدک عیّلا» به تشدید یاء و بر وزن فیعل قرائت کرده‌است. . نخعی و شعبی به جای عبارت «فلا تقهر» عبارت «فلا تکهر» را به کاف قرائت کرده‌اند. همین قرائت در مصحف عبدالله نیز به کار برده شده‌است. به عقیده ثعلبی این به دان خاطر است که عرب‌ها بعضاً به جای قاف، از کاف در تکلم استفاده می‌کنند.

## تفسیر

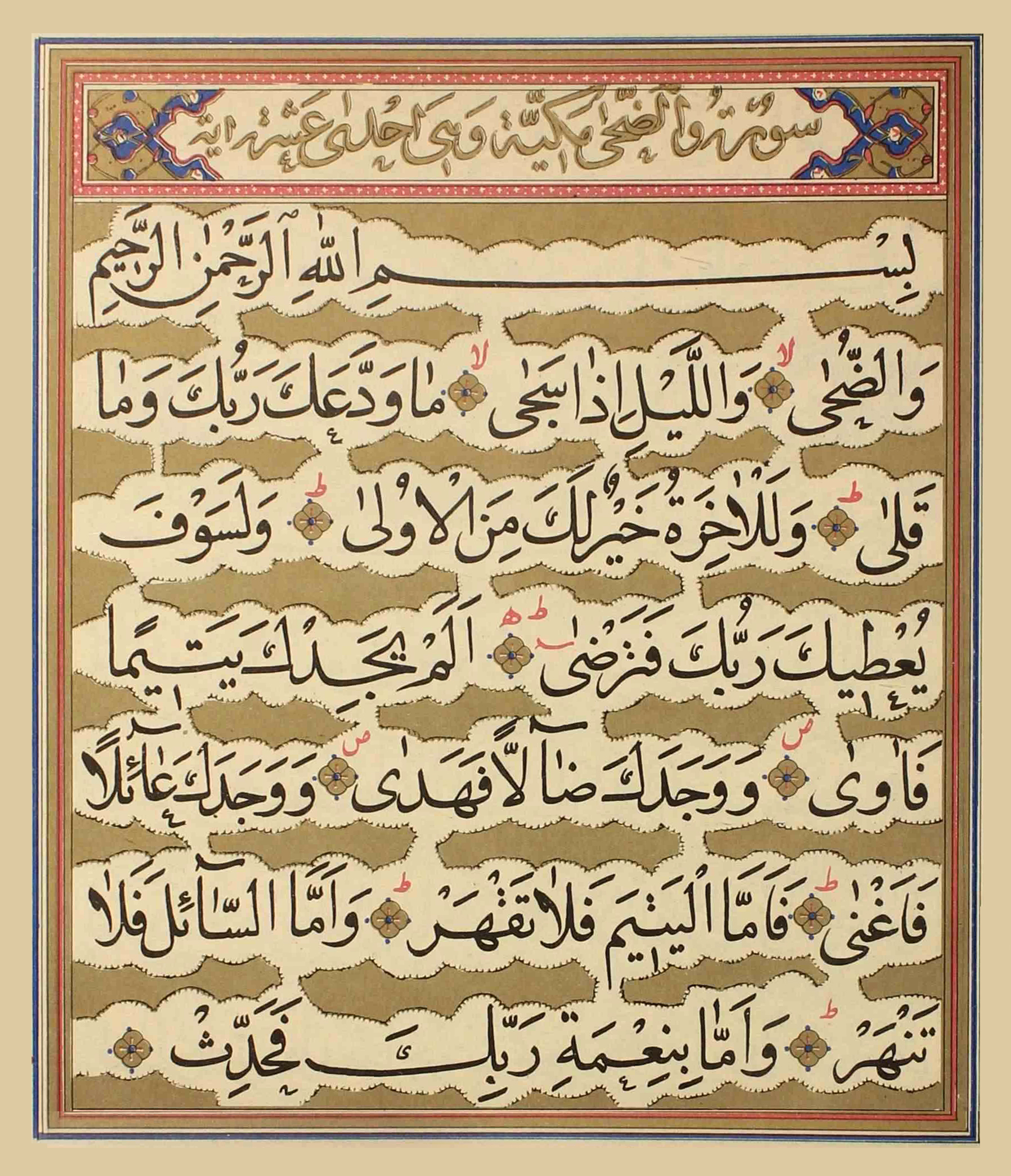
کتابت سوره ضحی اثرِ میرزا احمد نیریزی؛ کتابت: ۱۱۱۷ ه‍. ق، اواخر دورهٔ صفوی؛ نگاه‌داری‌شده در کتابخانهٔ کاخ گلستان؛ معروف به قرآن آریامهری یا پهلوی

### آیه اول و دوم
دو آیه ابتدایی سوره ضحی، سوگند به «ضحی» و «لیل» است. منابع شیعه و سنی در معنای «ضحی» دچار اختلافند. معانی چون «گسترده شدن نور خورشید در زمانی که اوایل روز تازه بالا می‌آید» و «دو تا سه ساعت پس از طلوع خورشید» از معانی اختلافی این کلمه گزارش شده‌اند. طباطبایی، مصدر کلمه «سجی» را «سجو» گزارش می‌کند و در توضیح معنای آن، می‌نویسد: اگر با کلمه «لیل» همراه بشود، به معنای سکونت و آرامش شب است. بر اساس این معنا، نور و ضحی تعبیری از وحی است و تاریکی شب، تعبیری از انقطاع وحی می‌باشد. به باور ثعلبی، مفسر سنی، ضحی به معنای تمام روز است، چرا که در آیه بعدی، «لیل» به معنای تمام شب در مقابل آن به کار برده شده‌است. ثعلبی معانی دیگر این عبارت را که برخی از مفسرین گزارش کرده‌اند را «ساعتی که موسی با خداوند صحبت کرد» و «ساعتی که ساحران فرعون به سجده افتادند» نیز ذکر کرده‌است.

### آیه سوم، چهارم و پنجم
طباطبائی معتقد است آیه سوم جواب دو سوگند به «ضحی» و «لیل» است. او همچنین مصدر «ودع» را نیز «تودیع» گزارش می‌کند و معنای آن را ترک می‌داند. طباطبایی معنای کلمه «قلی» -به کسر «قاف» - را «بغض» می‌داند.
بر اساس گزارش ابن کثیر، مفسر سنی مذهب و طباطبایی، مفسر شیعه؛ پس از اثبات وجود عنایت و کرامت الهی نسبت به محمد، در آیه چهارم میزان کرامت محمد در دنیا نسبت آخرت، ناچیز معرفی می‌شود و تأکید می‌شود که زندگی آخرتی محمد، نسبت دنیای وی، بهتر خواهد بود. سیوطی مفسر اهل سنت، روایتی را گزارش می‌کند که بر اساس آن، برای محمد در بهشت هزار کاخ از مروارید خواهد بود و خاکش از مشک است و در هر کاخ به اندازه کافی همسران و خدمتکاران و هر چه مطلوبش هست به بهترین شکل خواهد بود. محمدتقی مدرسی، مفسر شیعه، در تفسیر هدایت این احتمال را مطرح می‌کند که منظور از آخرت در این آیه، آینده و وعده پیروزی است.
طباطبائی دربارهٔ آیه پنجم می‌گوید خداوند در زندگی آخرت آنقدر به تو عطا می‌کند که راضی شوی و این رضایت مطلق آمده به این معنا که هم عطای خداوند مطلق است و هم رضایت محمد مطلق آمده‌است. در روایتی از ابن مسعود منقول است که پیامبر اسلام گفته‌است «ما اهل‌بیتی هستیم که خدای تعالی برای ما آخرت را بر دنیا برگزید و ترجیح داد، و لذا فرمود: «و لسوف یعطیک ربک فترضی»» در روایتی دیگر محمد باقر از پیامبر اسلام گزارش می‌کند که در قیامت، به قدری از امتش را شفاعت می‌نماید که خداوند خطاب به وی گوید «ای محمد آیا راضی شدی؟» و محمد اعلام رضایت می‌کند. بر اساس روایتی که ثعلبی گزارش می‌کند، رضایت محمد از عدم ورود هیچ‌یک از اهل بیتش به جهنم است. آلوسی مفسر اهل سنت نیز همچنین حدیثی را به نقل ابن المنذر نقل کرده‌است. ثعلبی، مفسر سنی، معانی مختلفی را برای معنای عبارت «یعطیک» گزارش می‌کند که عبارتند از: «اعطای ثواب»، «اعطای مال در آینده»، «اعطای نصرت و پیروزی در آینده» و «نعمت کثرت مؤمنین». اما به عقیده ثعلبی، بهترین تعبیر، اعطای ثواب است. مکارم شیرازی در خصوص این مطلب، در تفسیر نمونه چند روایت ذکر می‌کند از جمله اینکه جعفر صادق در روایتی گفته‌است که خرسندی جد من این است که هیچ‌یکتاپرستی در آتش نماند. مکارم در روایتی از جابر بن عبدالله آورده که محمد وارد خانه فاطمه شد در حالی که لباس خشنی از پشم شتر در تنش بود و با یک دست آسیاب می‌کرد و با دست دیگرش شیر می‌داد. اشک در چشم محمد جمع می‌شود و می‌گوید تلخی دنیا را در برابر شیرینی آخرت تحمل کن؛ چرا که خداوند بر من وحی نازل کرده‌است که آنقدر پروردگارت می‌بخشد که تو راضی شوی: «و لسوف یعطیک ربک فترضی» مشابه این روایت را ثعلبی در تفسیر خویش گزارش کرده‌است.

### آیه ششم، هفتم و هشتم
به گزارش طباطبایی، این سه آیه به نعمت‌های بزرگ خداوند به محمد اشاره دارد. در روایتی از علی بن موسی الرضا در شرح این سه آیه آمده‌است: «آیا تو را یتیم یعنی فردی بی نظیر در میان مخلوقات خود نیافت و سپس مردم را در پناه تو قرار داد؟ و تو را گمشده و ناشناخته در میان قومی یافت که مقام فضل تو را نمی‌دانستند و خدا آنها را به سوی تو هدایت کرد، تو را سرپرست اقوامی در علم و دانش قرار داد و آنها را به وسیله تو بی‌نیاز ساخت.». مرتضی مطهری، نظریه‌پرداز شیعه، در تفسیر آیه ششم می‌نویسد که آیات قبل، وعده خدا نسبت به آینده بود و از آیه ششم خداوند به گذشته وی اشاره می‌کند. خداوند در این آیه به محمد اطمینان می‌دهد که وی را رها نکرده‌است و اگر وحی هم برای مدتی منقطع شود این یک مجالی است به تو و روح تو و نه بازگرفتن عنایتش. برای اطمینان بیشتر خداوند از عدم انقطاع عنایتش در زندگی گذشته محمد یاد می‌کند و گوشزد می‌کند که چگونه عنایت همواره شامل حالش بوده‌است. ابن کثیر مفسر اهل سنت می‌گوید محمد پیش از ولادتش، پدرش عبدالله را از دست می‌دهد، در دو سالگی مادرش آمنه را و در هشت سالگی جدش عبدالمطلب را از دست می‌دهد. طباطبائی در المیزان نیز پی از اشاره به یتیمی پیامبر اسلام در خردسالی، معنای دیگری را برای این عبارت گزارش می‌کند که برخی معتقدند که منظور از یتیم در آیه ششم ضحی، بی‌نظیر بودن است که سبب شده‌است تا مردم به گرد محمد جمع شوند. مکارم شیرازی، فقیه شیعه، ذیل آیه ششم می‌نویسد خداوند ضمن شرح نعمت‌هایی که پیامبر اسلام داده‌است می‌خواسته این نکته را اشاره کند که پیامبر اسلام در شرایط سخت مادی زندگی کرده‌است و با دردها و رنج‌ها آشناست و یک رهبر الهی و انسانی باید با تمام وجودش ناراحتی‌ها و تلخی‌ها را لمس کرده باشد و از درد و رنج قشرها محروم با خبر باشد. درد یتیمی و گرسنگی را کشیده باشد؛ لذا پیامبر اسلام گاهی یتیمی می‌دید قطرات گریه‌اش می‌گرفت و او را در دامانش می‌نشاند و نوازش می‌کرد. کسی که در کاخ‌ها و ناز و نعمت زندگی و همه امکانات در اختیارش بوده‌باشد نمی‌تواند محرومان را درک کند و به آنها کمک نماید.
در آیه هفتم مراد از «ضلال» عدم هدایت می‌باشد؛ یعنی اگر هدایت خداوند نباشد هیچ انسانی هدایت نخواهد شد؛ لذا محمد هیچ روزی از هدایت الهی جدا نبوده و از روزی که خلق شده ملازم با هدایت بوده و از همین جهت کلام موسی که در قرآن آمده گفته‌است «فعلتها اذا و انا من الضالین» علی بن ابیطالب در روایتی که مدرسی آن را گزارش می‌کند، می‌گوید: «هنگامی که محمد از شیر گرفته شد، خدا بزرگترین فرشته از فرشتگانش را شب و روز همنشین او فرمود تا راه‌های بزرگواری را طی کند، و خوی‌های نیکوی جهان را فراگیرد.» طباطبائی، گزارش می‌کند که بعضی ضلالت را به معنای «از دست دادن علم» بیان کرده‌اند و بعضی گفته‌اند یعنی مردم او را نمی‌شناختند و در بین مردم گمنام بود؛ پس خدا تو را بمردم معرّفی کرد تا تو را شناختند و بزرگت داشتند و تعظیمت کردند. مکارم شیرازی، در تفسیرش می‌نویسد: «ضال» از نظر لغت به دو معنای گمشده و گمراه آمده‌است. مکارم شیرازی برای نمونه، عبارت «الْحِکْمَةُ ضالَّةُ الْمُؤْمِنِ» به معنا: «دانش، گمشده انسان با ایمان است» را متذکر می‌شود و معتقد است منظور از ضلالت، عدم آگاهی از اسرار نبوت، قوانین اسلام و عدم آشنایی با این حقایق است و بسیاری گفته‌اند که محمد بعد از بعثت به همه این امور واقف شد. زمخشری مفسر سنی، ضلالت در این آیه را به معنای گمشده معنی کرده‌است که خداوند او را نجات داده‌است. زمخشری همچنین در تفسیرش می‌نویسد که آیه اشاره به کودکی محمد دارد که چندین بار گم شده بود. کعب الاحبار روای سنی مذهب نقل می‌کند: زمانی که حلیمه دایه محمد قصد بازگرداندن محمد را به عبدالمطلب پدربزرگ محمد داشت، وی در نزدیکی مکه گم می‌شود. همچنین ابن‌عباس از صحابه محمد، نقل می‌کند که محمد در دره‌های مگه گم شده بود. او همچنین از گم شدن محمد در زمانی که با عمویش ابوطالب در سفر تجاری به شام همراه بود گزارش می‌کند. ابن‌کثیر و زمخشری از مفسران اهل سنت نیز به این روایت اشاره کرده‌اند. طبرسی در مجمع البیان گزارشی را از سعید بن مسیب راوی و فقیه سنی مذهب، نقل می‌کند که بر اساس آن محمد با عمویش در کاروان میسره غلام خدیجه بسوی شام مسافرت می‌کردند در تاریکی شب شیطان آمد و مهار شتر را گرفت و از راه منحرف کرد. پس جبرئیل آمد و در شیطان دمید و او را به حبشه پرت کرد و محمد را به کاروان برگرداند. به گزارش ثعلبی، کلبی بر این باور است که «وَوَجَدَکَ ضَالًّا» در آیه به معنای یافتن محمد در قومی گمراه است که به توحید هدایت شدند. ضحاک و ابن کیسان نیز منظور از این عبارت را عدم اطلاع از احکام شرعی و علوم انبیاء دانسته‌اند که پس از بعثت محمد، به وی این علوم منتقل شده‌است. ثعلبی قولی ضعیف را نیز گزارش می‌کند که بر اساس آن منظور از ضال در آیه، گم شدن محمد در دوران کودکی و در مکه بوده که در نهایت به عبدالمطلب هدایت شده‌است. به گزارش ابن‌عباس، محمد پس از گم شدن توسط ابوجهل به سمت عبدالمطلب هدایت شده‌است که این هدایت از جانب دشمنش، نشانه منت و نعمت الهی به حق محمد می‌باشد. همین‌طور ثعلبی گزارشی دیگر را نقل می‌کند که منظور از ضال، گم شدن محمد در شب معراج است که با هدایت جبرائیل، راه رسیدن به عرش الهی برایش مشخص شد.
به گزارش طباطبایی، در آیه هشتم «عائل» به معنای «تهی دست» و کسی که از دنیا مالی ندارد می‌باشد. پیامبر اسلام نیز اینگونه بود تا اینکه خداوند متعال او را بعد از ازدواج با خدیجه بی‌نیاز کرد. طباطبائی نقل می‌کند که بعضی گفته‌اند مراد از «اغناء» استجابت دعا می‌باشد. ثعلبی منظور از عائل را فقر مالی محمد دانسته‌است و غنی شدن او از مال را به سبب ازدواج با خدیجه و پس از آن کسب غنائم دانسته‌است. به گزارش همو، برخی بر این باورند که منظور از عائل در آیه، فقر دانش و آگاهی به احکام الهی بوده‌است که با انتقال علم نبوت به او، این فقر به غنی تبدیل شده‌است.

### آیه نهم، دهم و یازدهم

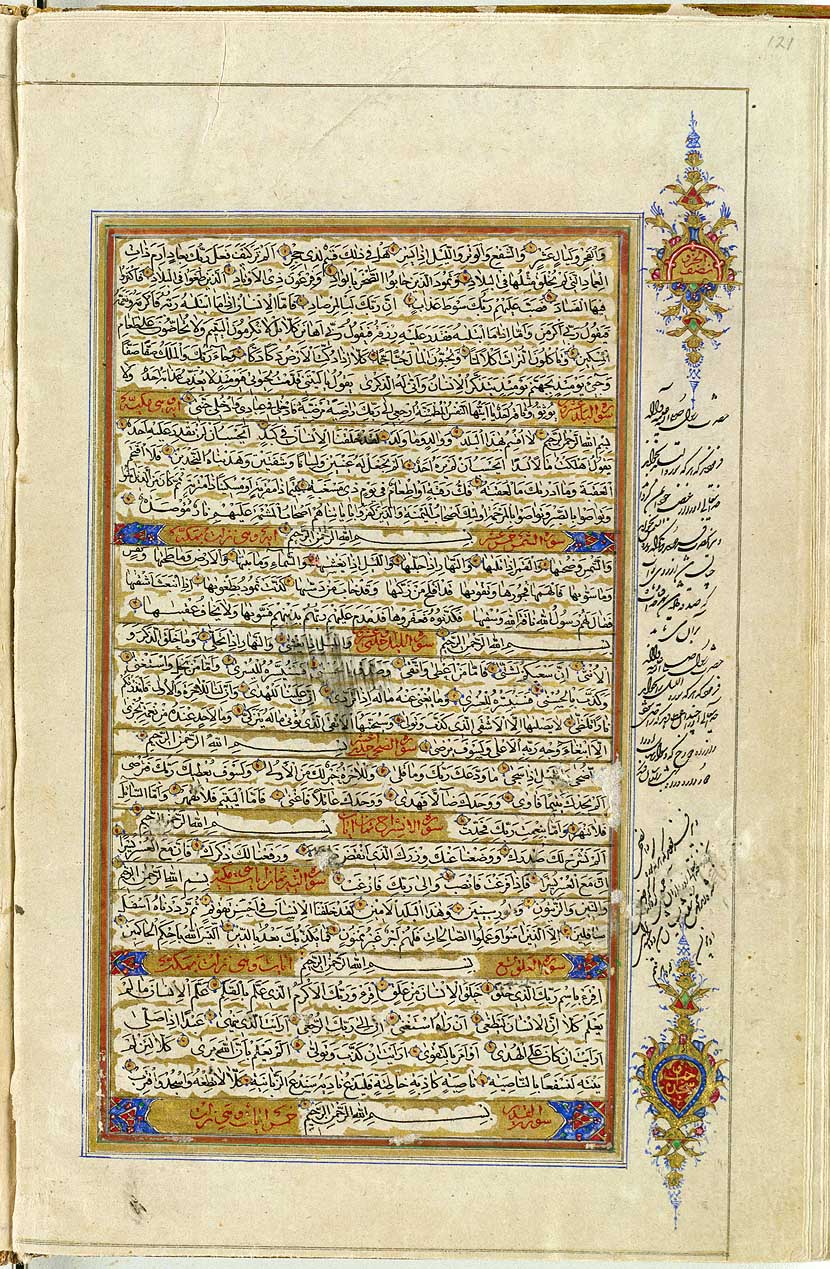
تصویری از قرآنی خطی مربوط به سال ۱۸۷۴ میلادی که «سوره مسد» در آن با نام «ابی‌لهب» نشانه‌گذاری شده‌است.

به باور طباطبایی، این سه آیه اوامر و نواهی قرآن است. این سه آیه به سه مورد خوار نکردن یتیم، نرنجاندن فقیر و نشان دادن نعمت اشاره دارد که هر چند خطابش به پیامبر اسلام است، اما دستوری همگانی است. محمدحسین طباطبایی معتقد است که «فاء» در ابتدای آیه نهم، نشان از نتیجه‌گیری نسبت به عنایت الهی است. در آیه نهم خداوند خطاب به محمد می‌گوید که تو یتیم بودی، پس بر یتیم قهر مکن و سائلی را از خود مران. راغب اصفهانی صاحب المفردات گزارش می‌کند که کلمه «قهر» به معنای «غلبه کردن توأم با خوار کردن» است. به گزارش شیخ طوسی، از عبدالله بن مسعود روایت شده‌است که محمد بن عبدالله گفته‌است که کسی دست بر سر یتیمی بکشد به هر مویی که از زیر دست او بگذرد نوری برای او در روز قیامت خواهد بود. همچنین نقل شده‌است که محمد گفته‌است: من و کفایت‌کننده یتیم، مانند این دو انگشت در بهشت خواهیم بود، و اشاره به دو انگشت چسبیده خود کرده‌است.
به باور طباطبایی، در آیه دهم کلمه «نهر» مصدر فعل «لاتنهر» است و به معنای «زجر و رنجاندن با غلظت و خشونت» می‌باشد. در این آیه خطاب به محمد آمده‌است که هیچگاه سائلی را با دست خالی برنگردان زیرا تو نیز فقیر بوده‌ای. در روایتی از انس بن مالک رئیس مذهب مالکی اهل سنت، به نقل از محمد آمده‌است که هرگاه سائلی نزد تو آمد که بر اسب سوار بود و دستش را دراز کرد پس برای او حقی لازم است گرچه به نصفه خرما باشد. اما طبرسی مفسر شیعه در کتابش آورده که مقصود از «سائل»، طالب علم است و قول خداوند که فرموده «وَ وَجَدَکَ ضَالًّا فَهَدی» یعنی بیاموز هر کسی که از تو سؤال علم می‌کند چنانچه خداوند تو را تعلیم به شرایع نمود و تو به آن عالم نبودی. ابن‌کثیر مفسر اهل سنت نیز منظور از سائل را طالب علم معنا کرده‌است. و طبری دیگر مفسر اهل سنت مفهوم آیه را کمک به نیازمندان می‌داند و گزارش می‌کند که در صورت مراجعه فقیر و نداشتن متاعی برای بخشش، از دیگری قرض صورت بگیرد تا حاجت فقیر مرتفع گردد. ناصر مکارم شیرازی فقیه شیعی دربارهٔ سائل در این آیه چند احتمال را داده‌است و ثعلبی، مفسر سنی نیز با اشاره به روایاتی این سه احتمال را گزارش می‌کند:
- بر اساس آیات قبل در خصوص هدایت محمد، منظور از سائل کسانی هستند که سؤالات علمی-اعتقادی دارند.
- کسانی که فقر مالی دارند.
- کسانی که علاوه بر فقر مالی، فقر علمی-اعتقادی نیز دارند.

به باور طباطبایی، در آیه آخر سوره ضحی، «حدث» که فعل امر است و مصدرش تحدیث می‌باشد و هنگامی که در دربارهٔ نعمت استفاده می‌شود به معنای «ذکر و یادآوری» آن است. طبرسی، مفسر شیعه در مجمع البیان می‌گوید «وَ أَمَّا بِنِعْمَةِ رَبِّکَ فَحَدِّثْ» یعنی نعمت‌های خدا را یاد و بازگو کن. بیستونی مفسر شیعی قرآن گفته در حدیثی است که کسی مردم را سپاس نگوید خدا را سپاس نگفته و کسی که شکر کم را بجا نیاورد، شکر زیاد را هم بجا نمی‌آورد. سخن گفتن از نعمت خدا شکر است و ترک آن کفر و ناسپاسی است. کلبی مفسر سنی معتقد است منظور از این آیه این است که نعمت‌های قرآن است؛ زیرا قرآن بزرگ‌ترین نعمتی بود که خداوند بر محمد بخشید؛ پس امر کرد که آن را قرائت کند. اما مجاهد و زجاج معتقدند منظور از نعمت مقام نبوت و رسالت است یعنی رسالتی که خداوند به تو داده‌است را بازگو کن. جعفر صادق نیز در معنای این عبارت می‌گوید: یعنی بازگو کردن آنچه که خدا به تو عطا فرموده و فضیلت داده و روزیت کرده و احسان بتو کرده و هدایت کرده‌است. بیضاوی مفسر اهل سنت گفته‌است «سخن گفتن از نعمت‌های خدا شکر نعمت است و بعضی معتقدند مراد از نعمت نبوت است و بازگو کردن آن به تبلیغ کردن آن است.» طبری دیگر مفسر اهل سنت نیز مراد از نعمت را نبوت معنا کرده‌است. ثعلبی با وجود آنکه منظور از نعمت در آیه را نبوت می‌داند اما به نقل از مجاهد منظور از نعمت را قرآن و به نقل از کلبی، جمیع نعمت‌های الهی گزارش می‌کند. به بیان طباطبایی، حسین بن علی - امام سوم شیعیان امامیه- منظور از آیه آخر سوره ضحی را، نعمت دین می‌داند که خدا به پیامبر اسلام بخشیده‌است و از محمد توقع می‌رود تا آن را با مردم در میان بگذارد. طباطبائی در روایتی دیگر از پیامبر اسلام گزارش می‌کند که کسی با نعمتی که به او داده شده‌است آزمایش می‌شود و هر کس آن را به اطلاع مردم برساند شکرش را به جا آورده‌است و هر کس آن را کتمان کند کفرانش نموده‌است.

#### بازگو کردن نعمت‌ها
مکارم شیرازی معتقد است که سنت کریمانه بر بازگو کردن نعمت‌ها گاهی با شکر نعمت زبانی می‌باشد و گاهی با عمل می‌باشد که با انفاق و بخشش همراه است در مقابل، سنت بخیلانه قرار دارد که توسط آنان همواره با گلایه همراه است. پیامبر اسلام در روایتی گفته‌است که خداوند هنگامی که به بنده‌ای نعمتی را می‌بخشد، دوست دارد آثار نعمت را در او ببینید. مطهری نیز معتقد است که بازگوکردن نعمت‌های خدا گاهی ممدوح و گاهی مذموم است. وی در توضیح گفته خود، خاطرنشان می‌کند که اگر بازگوکردن نعمت در مقام فخر و به رخ کشیدن باشد، مذموم است. به باور مطهری، اگر کسی خودش را محتاج‌تر از میزانی که هست نشان دهد، گناه کرده‌است.

## فضیلت سوره
دربارهٔ فضیلت این سوره دو حدیث از ابی بن کعب از صحابه محمد نقل شده‌است. در حدیث اول که در منابع شیعه و سنی گزارش شده‌است آمده‌است:
«هر که این سوره را بخواند حق تعالی او را از جمله کسانی گرداند که بشرف سعادت شفاعت پیغمبر صلّی اللَّه علیه و آله مشرف شود و بآن خشنود و خرسند گردد و به بهشت عنبر سرشت درآید، و به عدد هر یتیمی وسایلی او را ده حسنه باشد.»
و در حدیث دوم آمده‌است:
«هر که او سوره و الشمس بخواند، خدای تعالی چندان ثواب دهد او را که ثواب آنان باشد که هر چه آفتاب و مهتاب بر آن تابد، به صدقه داده باشد».
مکارم شیرازی، فقیه شیعه، در تفسیر نمونه آورده‌است که اگر کسی فرزندی یا چیزی را گم نماید، این سوره را بخواند از جانب خدا تا پیدا شدن گمشده، تحت حفاظت قرار گیرد.

### امیدوار کننده‌ترین آیه قرآن
ابوحمزه ثمالی راوی شیعی روایتی از علی بن ابیطالب نقل می‌کند که وی از مردم عراق سؤال کرد امیدوار کننده‌ترین آیه قرآن کدام است؟ آنها پاسخ دادند آیه «۵۳ سوره زمر» که خداوند به گنهکاران با عبارت «بندگان من» می‌گوید که از رحمت خدا مأیوس نشوند. علی بن ابیطالب می‌گوید ولی ما اهل بیت معتقدیم آیه «و لسوف یعطیک ربک فترضی» امیدوار کننده‌ترین آیه قرآن است.

## تجزیه و ترکیب
| شماره آیه | متن آیه                          | تجزیه و ترکیب |
| ۱         | ﴿بِسمِ الله الرَّحمنِ الرَّحیمِ، وَالضُّحَی﴾ | بِسمِ جار و مجرور، الله مضافٌ‌الیه و فعلی و فاعل پس از آن محذوف است. الرَّحمنِ نعت برای الله، الرَّحیمِ نعت برای الله، وَ حرف قسم، الضُّحَی مجرور حرف قسم                    |
| ۲         | ﴿وَاللَّیْلِ إِذَا سَجَی﴾                 | وَ حرف عطف، اللَّیْلِ معطوف، إِذَا مفعول فیه، سَجَی فعل مبنی بر فتح، فاعل ضمیر هو مستتر در فعل                                                                          |
| ۳         | ﴿مَا وَدَّعَکَ رَبُّکَ وَمَا قَلَی﴾            | مَا حرف نفی، وَدَّعَکَ فعل مبنی بر فتح و کاف مفعول به آن، رَبُّکَ فاعل و کاف مضاف الیه آن، وَ حرف عطف، مَا حرف نفی، قَلَی فعل مبنی بر فتح، فاعل ضمیر هو مستتر در فعل         |
| ۴         | ﴿وَلَلْآخِرَةُ خَیْرٌ لَکَ مِنَ الْأُولَیٰ﴾       | وَ حرف عطف، لَلْآخِرَةُ لام قسم و مبتدا، خَیْرٌ خبر، لَکَ جار و مجرور، مِنَ حرف جر، الْأُولَیٰ مجرور                                                                            |
| ۵         | ﴿وَلَسَوْفَ یُعْطِیکَ رَبُّکَ فَتَرْضَی﴾          | وَ حرف عطف، لَسَوْفَ لام قسم و حرف استقبال، یُعْطِیکَ فعل مضارع مرفوع به ضمه و کاف مفعول به، رَبُّکَ فاعل و کاف مضاف الیه، فَتَرْضَی فاء حرف عطف و فعل مضارع و فاعل انت مستتر   |
| ۶         | ﴿أَلَمْ یَجِدْکَ یَتِیمًا فَآوَیٰ﴾            | أَ حرف استفهام، لَمْ حرف جزم، یَجِدْکَ فعل مضارع مجزوم به سکون و کاف مفعول به آن و فاعل هو مستتر، یَتِیمًا مفعول به، فَآوَیٰ فاء عطف و فعل ماضی مبنی بر فتح و فاعل هو مستتر |
| ۷         | ﴿وَوَجَدَکَ ضَالًّا فَهَدَی﴾                | وَ حرف عطف، وَجَدَکَ فعل ماضی مبنی بر فتح و فاعل هو مستتر، ضَالًّا مفعول به فَهَدَی فاء عطف، فعل ماضی مبنی بر فتح و فاعل هو مستتر                                         |
| ۸         | ﴿وَوَجَدَکَ عَائِلًا فَأَغْنَی﴾              | وَ حرف عطف، وَجَدَکَ فعل ماضی مبنی بر فتح و فاعل هو مستتر، عَائِلًا مفعول به، فَأَغْنَی فاء عطف، فعل ماضی مبنی بر فتح و فاعل هو مستتر                                      |
| ۹         | ﴿فَأَمَّا الْیَتِیمَ فَلَا تَقْهَرْ﴾           | فَأَمَّا فاء رابطه و حرف شرط و تفصیل، الْیَتِیمَ مفعول به مقدم، فَلَا فاء رابطه و حرف جزم، تَقْهَرْ فعل ماضی مجزوم به سکون و فاعت انت مستتر                                  |
| ۱۰        | ﴿وَأَمَّا السَّائِلَ فَلَا تَنْهَرْ﴾           | وَ حرف عطف، أَمَّا حرف شرط و تفصیل، السَّائِلَ مفعول به مقدم، فَلَا فاء حرف رابط و لا حرف جزم، تَنْهَرْ فعل ماضی مجزوم به سکون و فاعل انت مستتر                              |
| ۱۱        | ﴿وَأَمَّا بِنِعْمَةِ رَبِّکَ فَحَدِّثْ﴾            | وَ حرف عطف، أَمَّا حرف شرط و تفصیل، بِنِعْمَةِ جار و مجرور، رَبِّکَ مضاف الیه و کاف نیز مضاف الیه، فَحَدِّثْ فاء حرف رابط و فعل امر مبنی بر سون و فاعل انت مستتر                 |

## یادداشت
1. ↑  ترجمه: «بخوان به نام پروردگارت که جهان را آفرید.»
2. ↑  متن عربی: «الم یجدک یتیما فاوی قال: فردا لا مثل لک فی المخلوقین، فاوی الناس الیک، و وجدک ضالا ای ضالة فی قوم لا یعرفون فضلک فهداهم الیک، و وجدک عائلا تعول اقواما بالعلم فاغناهم بک» (مکارم شیرازی، تفسیر نمونه، ج۲۷، ص۱۱۲–۱۱۷.)